# Eight Days a Week
«Eight Days a Week» (en español: «Ocho días a la semana») es una canción escrita y acreditada a Lennon/McCartney para los Beatles, grabada en diciembre de 1964 para el álbum Beatles For Sale.
La canción, junto con otras dos del álbum ("Baby's in Black" y "No Reply") estaba planeada como una grabación para un sencillo. Al final se grabó sólo como sencillo en los Estados Unidos el 15 de febrero de 1965, llegando al número uno. La cara B era «I Don't Want to Spoil the Party», y se grabó para Estados Unidos porque muchos DJ utilizaban como una exclusiva la canción de copias importadas de la versión británica del disco Beatles for Sale, ya que el tema no se había incluido en la versión norteamericana del álbum. Posteriormente se editó en el disco estadounidense Beatles VI.
Aunque fue número uno en los Estados Unidos, el grupo nunca imaginó la potencia que iba a tener la canción, a pesar de lo cual la grabaron en directo en una aparición que tuvieron en el programa británico Thank Your Lucky Stars.
Según Paul McCartney, el título está inspirado en lo que le dijo su chófer cuando lo llevaba a la casa de John Lennon en Weybridge.

Yo conducía habitualmente solo hasta allí, pero ese día me llevó mi chófer. Cuando le pregunté: "¿Qué tal estás?" me dijo: "Bien, trabajando duro, trabajando ocho días a la semana (Eight Days a Week)".

La versión de los Beatles es conocida por su fade in como parodia a muchas canciones pop de la época con fade outs.

## Aspectos musicales técnicos destacables
Además de una métrica innovadora y de una progresión poco utilizada hasta entonces (el segundo acorde del verso no encaja tradicionalmente) es una canción que muestra la cualidad coral de arreglos de los Beatles. El estribillo es un exponente a modo de experimento (un guiño) al elenco de intervalos usados en armonía vocal por los Beatles. El sonido extraño del trozo en cuestión se debe a :
- «Eight days a week» (Lennon armoniza en quintas por abajo)
- «I loo-o-o-ve you» (Lennon armoniza en cuartas por abajo)
- «Eight days a week» (Lennon armoniza en sextas por abajo)
- «Is not enough to show I care» (Lennon armoniza en terceras por abajo)

Mientras hoy en día lo habitual son las sextas y sobre todo las terceras (estilo Everly Brothers tradicional) [con alguna cuarta ocasional], siendo ese el motivo por la que la última parte suena más ortodoxa, la primera parte utiliza su estilo innovador (copiado de la música medieval inglesa Organum) en el pop, dando esa sensación a medio camino entre lo gregoriano (quintas) y lo oriental (cuartas).

## En directo
La canción solo se interpretó en directo por el grupo en una ocasión, el 28 de marzo de 1965 en el programa de TV Thank Your Lucky Stars, emitido en los Alpha Television Studios de Birmingham. Nunca formó parte de una gira musical del grupo.
Paul McCartney la recuperó para su gira Out There! Tour en 2013, 48 años después de aquella solitaria interpretación por parte de los Beatles. Después de esa gira no la volvió a interpretar más.

## Personal
- John Lennon - voz principal y coros, guitarra acústica (Gibson J-160e), guitarra rítmica (Rickenbacker 325c64) y palmas.
- Paul McCartney - bajo (Höfner 500/1 63'), palmas y coros.
- George Harrison - guitarra eléctrica de 12 cuerdas (Rickenbacker 360/12), guitarra eléctrica (Gretsch Tennessean), guitarra líder (Gretsch Country Gentleman), palmas y coros.
- Ringo Starr - batería (Ludwig Super Classic).

## Versiones
La canción ha sido versionada por:
- Alma Cogan en 1965 como un B-side con la canción "Help!"
- Procol Harum en 1975 en su álbum Procol's Ninth.
- Billy Preston en 1976 en su álbum Billy's Bag.
- The Runaways en 1978 en su álbum Little Lost Girls.
- Joan Jett en 1982
- Lorrie Morgan en 1987
- The Libertines en 2003
- The Worthless Peons (Ted's Band) en The Scrubs, en el tercer capítulo de la tercera temporada, llamado My Best Friend's Wedding.
- B.E. Taylor el 2006 en su álbum, Love Never Fails (el también la toca en casi todos sus conciertos).